# 战车第2师团
战车第2师团（Sensha Dai-ni Shidan），是二战中日本帝国陆军的四个战车师团之一。

## 历史
战车第2师团于1942年6月24日在满洲国建立。最初驻扎在满洲国东北部对牡丹江，其主要任务是在满洲国东部与苏联边境巡逻，该师团由第1方面军指挥。
1944年2月，其下属第11战车团被派往千岛群岛。次月，侦察部队更名为第27坦克团，并与防空部队一起派往中国。 在太平洋战争形势逐渐恶化之时，该师团的剩余部队被分配到第14方面军，并被派往菲律宾，在那里它被部署在吕宋岛。 
1945年1月，美军吕宋岛进行两栖登陆，大量陆军部队向内陆推进。山下奉文将军将坦克师转移到内陆的防御阵地，以免在战斗前期就损失装甲主力。在此期间，战车第2师团遭受了美军猛烈的空袭。接下来，在一周多的激烈战斗中，该师团损失了220辆坦克中的108辆。到3月5日，该师共损失了203辆97型和19辆95型坦克，以及两门4式自行火炮。该师团剩余的坦克被用来配合其他师团的步兵，但几乎所有坦克部队都在在吕宋岛、莱特岛和棉兰老岛的交战中被歼灭。
在菲律宾受到灾难式打击后，战车第2师团在日本重组。1945年2月，其下属第11装甲团移交第5方面军，隶属于第91师团。它驻扎在千岛群岛北部，二战末期苏联入侵千岛群岛期间，该装甲团在帕拉穆希尔与苏联红军作战。该师团的残余士兵于1945年9月与日本帝国陆军的其余部分正式复员。

## 师团长
|   | 名称         | 从             | 到            |
| - | ------------ | -------------- | ------------- |
| 1 | 冈田拓中将   | 1942年9月20日  | 1943年12月7日 |
| 2 | 岩中义治中将 | 1943年12月27日 | 1945年9月30日 |